# Shimon Sakaguchi
Shimon Sakaguchi (坂口 志文, Sakaguchi Shimon), né le 19 janvier 1951 à Nagahama, est un immunologue japonais des universités de Kyōto et d'Ōsaka. Il est principalement connu pour la découverte des lymphocytes T régulateurs et pour la description de leur rôle dans le système immunitaire. Cette découverte est utilisée dans le traitement du cancer et des maladies auto-immunes.

## Biographie
Sakaguchi étudie à l'université de Kyōto ; il obtient un doctorat en médecine en 1976 puis un Ph.D. en 1982. À Kyōto, il poursuit ses édudes de pathologie et d'immunologie. En tant que chercheur postdoctoral, il travaille à l'université Johns-Hopkins puis à l'université Stanford, aux États-Unis. En 1989, il entame sa carrière d'enseignant et devient professeur-assistant à l'Institut de recherche Scripps, puis retourne au Japon en 1991, où il devient chercheur au RIKEN puis directeur du département de pathologie immunitaire de l'Institut métropolitain de Tokyo. En 1999, il devient professeur de pathologie expérimentale à l'université de Tōkyo. Depuis 2007, il est professeur dans son propre laboratoire à l'université d'Ōsaka.
En 2015, l'agence de presse Thomson Reuters classe Shimon Sakaguchi parmi les récipiendaires potentiels du Prix Nobel de physiologie ou médecine.

## Prix et distinctions
- 2004 : Prix William B. Coley (en)[2] ;
- 2008 : Prix de médecine de l'université Keiō[3] ;
- 2009 : Médaille honorifique japonaise au ruban pourpre ;
- 2011 : Prix Asahi[4] ;
- 2012 : Membre étranger de l'Académie nationale des sciences[5] ;
- 2015 : Prix Gairdner[6] ;
- 2017 : Prix Crafoord.

## Publications
- (en) Sakaguchi, N. , Takahashi, T., Hata, H., Nomura, T., Tagami, T., Yamazaki, S., Sakihama, T., Matsutani, T., Negishi, I., Nakatsuru, S., et Sakaguchi, S., « Altered thymic T-cell selection due to a mutation of the ZAP-70 gene causes autoimmune arthritis in mice », Nature, no 426, p. 454–60, 2003.
- (en) Sakaguchi, S., « Naturally arising CD4+ regulatory T cells for immunologic self-tolelance and negative control of immune responses », Annual Review of Immunology.
- (en) Hori, S., Nomura, T., et Sakaguchi, S., « Control of regulatory T cell development by the transcription factor Foxp3 », Science, no 299, p. 1057–1061, 2003.
- (en) Wood, K. et Sakaguchi, S., « Regulatory T cells in transplantation », Nature Review of Immunology, no 3, p. 199–210, 2003.
- (en) Shimizu, J., Yamazaki, S., Takahashi, T., Ishida, Y., et Sakaguchi, S., « Stimulation of CD25+ CD4+ regulatory T cells through GITR breaks immunological self-tolerance », Nature Immunology, no 3, p. 135–142, 2002.
- (en) Sakaguchi, S., Sakaguchi, N., Shimizu, J., Yamazaki, S., Sakihama. T., Itoh, M., Kuniyasu, Y., Nomura, T., Toda, M. et Takahashi, T., « Immunologic tolerance maintained by CD25+ CD4+ regulatory T cells: their common role in controlling autoimmunity, tumor immunity, and transplantation tolerance », Immunology Review, no 182, p. 18–32, 2001.
- (en) Sakaguchi, S., « Regulatory T cells: key controllers of immunologic self-tolerance », Cell., no 101, p. 455–458, 2000.
- (en) Takahashi, T., Tagami, T., Yamazaki, S., Uede, T., Shimizu, J., Sakaguchi, N., Mak, T. W. et Sakaguchi, S., « Dominant immunologic self-tolerance maintained by CD25+ CD4+ regulatory T cells constitutively expressing CTLA-4. J », Exp. Med., no 192, p. 303–309, 2000.
- (en) Itoh., M., Takahashi, T., Sakaguchi, N., Kuniyasu, Y., Shimizu, J., Ohtsuka, F. et Sakaguchi, S., « Thymus and autoimmunity: Production of CD25+ CD4+ naturally anergic and suppressive T cells as a key function of the thymus in maintaining immunologic self-tolerance », Journal of Immunology no 162, p. 5317–5326, 1999.
- (en) Asano, M., Toda, M., Sakaguchi, N. et Sakaguchi, S., « Autoimmune disease as a consequence of developmental abnormality of a T-cell subpopulation », J. Exp. Med., no 184, pp. 387-396, 1996.